# مظلوم (دير الزور)
قرية عـمر بـن الخطاب قرية سورية تتبع ناحية خشام في منطقة مركز دير الزور في محافظة دير الزور. بلغ عدد سكانها 1628 نسمة في عام 2004 حسب إحصاء المكتب المركزي للإحصاء.